# Climacodon
Climacodon là một chi nấm thuộc họ Phanerochaetaceae. Chi này phân bố rộng khắp và có sáu loài.